# ATP Tour World Championships 1992
La edición 23 de la Tennis Masters Cup se realizó del 16 al 20 de noviembre de 1992 en Fráncfort del Meno, Alemania.

## Individuales

### Clasificados
- Jim Courier
- Stefan Edberg
- Pete Sampras
- Goran Ivanišević
- Michael Chang
- Petr Korda
- Boris Becker
- Richard Krajicek

### Grupo Rod Laver
| Resultados Round Robin-Win | Result-Res | -Winner-Winner-Winner-Win | -Score-Score-Score-Score |
| -------------------------- | ---------- | ------------------------- | ------------------------ |
| Goran Ivanišević (CRO)     | derrota a  | Jim Courier (USA)         | 6–3, 6–3                 |
| Goran Ivanišević (CRO)     | derrota a  | Richard Krajicek (NED)    | 6–4, 6–3                 |
| Goran Ivanišević (CRO)     | derrota a  | Michael Chang (USA)       | 7–6(4), 6–2              |
| Jim Courier (USA)          | derrota a  | Michael Chang (USA)       | 7–5, 6–2                 |
| Jim Courier (USA)          | derrota a  | Richard Krajicek (NED)    | 6–7(4), 7–6(1), 7–5      |
| Richard Krajicek (NED)     | derrota a  | Michael Chang (USA)       | 2–6, 6–3, 7–6(4)         |

### Grupo Ken Rosewall
| Resultados Round Robin-Win | Result-Res | -Winner-Winner-Winner-Win | -Score-Score-Score-Score |
| -------------------------- | ---------- | ------------------------- | ------------------------ |
| Pete Sampras (USA)         | derrota a  | Boris Becker (GER)        | 7–6(5), 7–6(3)           |
| Pete Sampras (USA)         | derrota a  | Stefan Edberg (SWE)       | 6–3, 3–6, 7–5            |
| Pete Sampras (USA)         | derrota a  | Petr Korda (CZE)          | 3–6, 6–3, 6–3            |
| Boris Becker (GER)         | derrota a  | Stefan Edberg (SWE)       | 6–4, 6–0                 |
| Boris Becker (GER)         | derrota a  | Petr Korda (CZE)          | 6–4, 6–2                 |
| Stefan Edberg (SWE)        | derrota a  | Petr Korda (CZE)          | 6–3, 7–6(9)              |

| Resultados Etapa Final-Win | -Winner-Winner-Winner-Win | Result-Res | -Winner-Winner-Winner-Win | -Score-Score-Score-Score |
| -------------------------- | ------------------------- | ---------- | ------------------------- | ------------------------ |
| Semifinal                  | Boris Becker (GER)        | derrota a  | Goran Ivanišević (CRO)    | 4-6 6-4 7-6(7)           |
| Semifinal                  | Jim Courier (USA)         | derrota a  | Pete Sampras (USA)        | 7-6(5) 7-6 (4)           |
| Final                      | Boris Becker (GER)        | derrota a  | Jim Courier (USA)         | 6-4 6-3 7-5              |

| Predecesor: 1991 | ATP World Tour Finals 1992 | Sucesor: 1993 |

- Datos: Q2092868